# 拉伊族

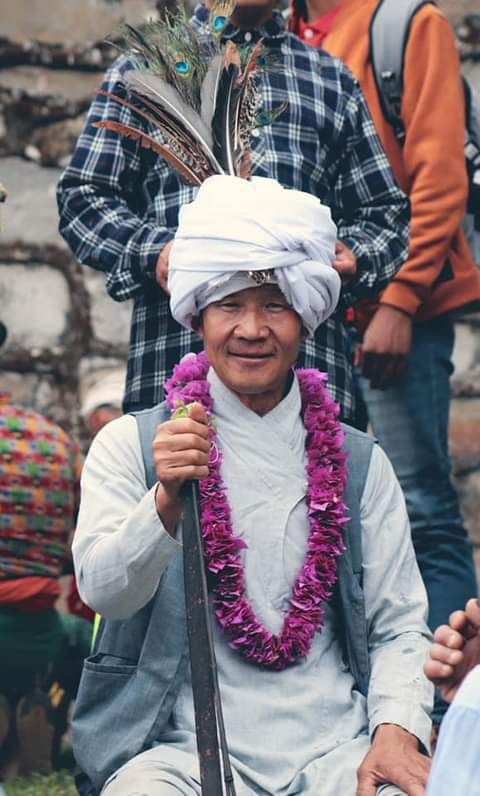
拉伊族

拉伊族，是尼泊爾一個古老的藏緬語系民族，克拉底人的一部。他們分布於尼泊爾東部，印度錫金和大吉嶺。在2001年，他們人口有635,751人。  
他們可能是遠古時期從東方經緬甸北部和阿薩姆地區進入尼泊爾，後被沙阿王朝征服。
他們有些人信印度教，但多數人信仰傳統宗教，因他們沒接受種姓制度，所以被巴洪們認定為首陀羅（因他們吃牛肉和喝烈酒）。
他們主要生計是務農和養豬，一些年青人則在英國、印度當廓爾喀士兵。